# Dasygaster hollandiae
Dasygaster hollandiae är en fjärilsart som beskrevs av Achille Guenée 1852. Dasygaster hollandiae ingår i släktet Dasygaster och familjen nattflyn. Inga underarter finns listade i Catalogue of Life.